# Wüppels
Wüppels is een klein dorp in de gemeente Wangerland in de Duitse deelstaat Nedersaksen. Het maakt deel uit van Landkreis Friesland.
Wüppels ligt vrij afgelegen, aan een klein, doodlopend weggetje, 2 km ten westen van Hooksiel. Het wordt als een van de schilderachtigste dorpen in de gemeente Wangerland beschouwd. Rondom het dorpje liggen nog enige Warften, waarop telkens één of twee boerderijen staan.
Het wierdedorp heeft een dorpskerk uit de dertiende eeuw. Bij de kerk staat een losse klokkentoren uit de zeventiende eeuw. Iets ten oosten van het dorp staat de Burg Fischhausen.

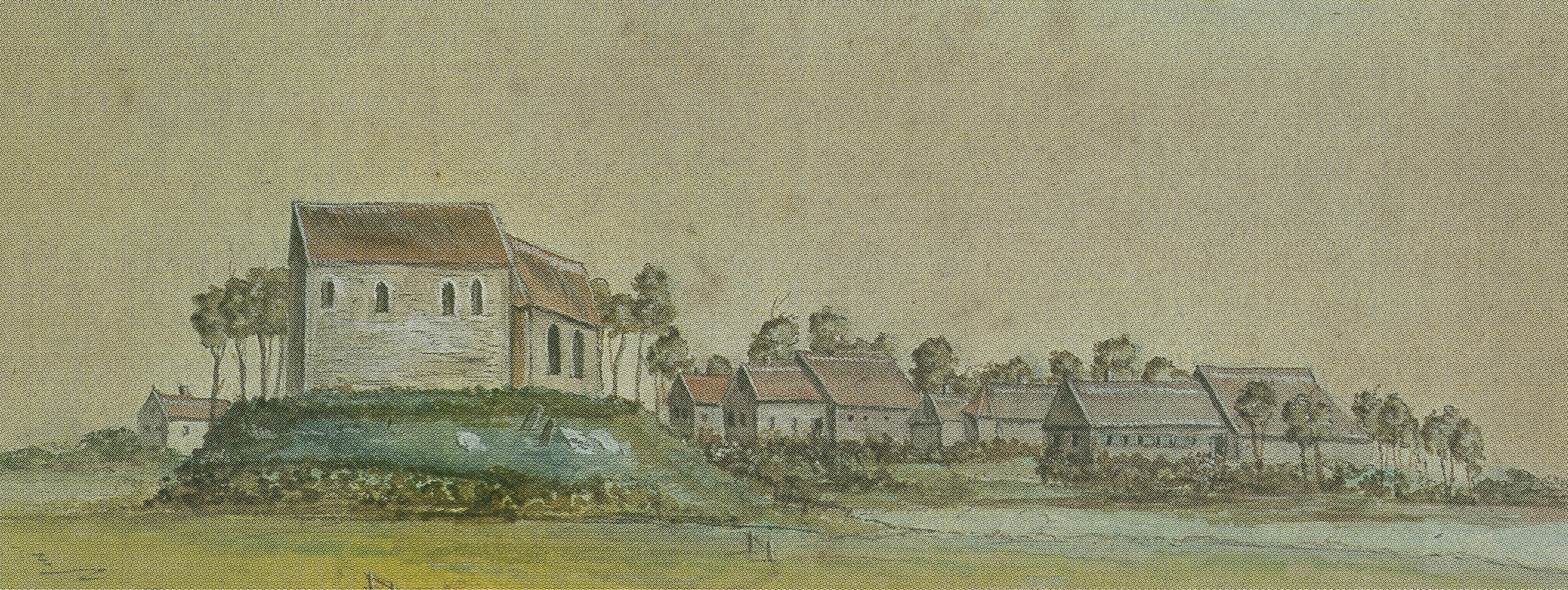
Wüppels op een aquarel uit 1790